# Biatlo nos Jogos Olímpicos de Inverno de 2022
As competições do biatlo nos Jogos Olímpicos de Inverno de 2022 foram realizadas no Centro Nacional de Biatlo, em Zhangjiakou, Hebei, entre 5 e 18 de fevereiro. Um total de 11 eventos estiveram em disputa nas modalidades individual, velocidade, perseguição, largada coletiva e revezamento em cada gênero, além de um revezamento misto.

## Programação
A seguir está a programação da competição para os onze eventos da modalidade. Originalmente estava previsto para terminar em 19 de fevereiro com a prova da largada coletiva feminina, mas esta foi antecipada em um dia devido às condições climáticas.
Horário local (UTC+8).
| Data            | Horário | Evento                             |
| --------------- | ------- | ---------------------------------- |
| 5 de fevereiro  | 17:00   | Revezamento 4x6 km/7,5 km misto    |
| 7 de fevereiro  | 17:00   | Individual 15 km feminino          |
| 8 de fevereiro  | 16:30   | Individual 20 km masculino         |
| 11 de fevereiro | 17:00   | Velocidade 7,5 km feminino         |
| 12 de fevereiro | 17:00   | Velocidade 10 km masculino         |
| 13 de fevereiro | 17:00   | Perseguição 10 km feminino         |
| 13 de fevereiro | 18:45   | Perseguição 12,5 km masculino      |
| 15 de fevereiro | 17:00   | Revezamento 4x7,5 km masculino     |
| 16 de fevereiro | 15:45   | Revezamento 4x6 km feminino        |
| 18 de fevereiro | 15:00   | Largada coletiva 15 km feminino    |
| 18 de fevereiro | 17:00   | Largada coletiva 12,5 km masculino |

## Qualificação
Uma cota inicial de 210 vagas foi permitida nos Jogos (105 em cada gênero). As primeiras 93 cotas, por gênero, foram atribuídas usando uma combinação das pontuações da Nation Cup dos três melhores biatletas em seus melhores resultados em seis provas de velocidade, um no individual, três revezamentos, um revezamento misto e um revezamento misto único. Essas pontuações foram atribuídas durante as temporadas da Copa do Mundo de Biatlo de 2020–21 e de 2021–22, até 16 de janeiro de 2022. As 12 vagas finais, por gênero, foram alocadas usando a Lista de Pontos de Qualificação da União Internacional de Biatlo, especialmente para nações que não qualificaram nenhum atleta, sendo um máximo de dois por Comitê Olímpico Nacional.

## Medalhistas
Masculino
| Evento                          | Ouro                                                                                      | Prata                                                                             | Bronze                                                                     |
| ------------------------------- | ----------------------------------------------------------------------------------------- | --------------------------------------------------------------------------------- | -------------------------------------------------------------------------- |
| Individual 20 km detalhes       | Quentin Fillon Maillet FRA França                                                         | Anton Smolski BLR Bielorrússia                                                    | Johannes Thingnes Bø NOR Noruega                                           |
| Velocidade 10 km detalhes       | Johannes Thingnes Bø NOR Noruega                                                          | Quentin Fillon Maillet FRA França                                                 | Tarjei Bø NOR Noruega                                                      |
| Perseguição 12,5 km detalhes    | Quentin Fillon Maillet FRA França                                                         | Tarjei Bø NOR Noruega                                                             | Eduard Latypov ROC                                                         |
| Largada coletiva 15 km detalhes | Johannes Thingnes Bø NOR Noruega                                                          | Martin Ponsiluoma SWE Suécia                                                      | Vetle Sjåstad Christiansen NOR Noruega                                     |
| Revezamento 4x7,5 km detalhes   | Johannes Thingnes Bø Tarjei Bø Vetle Sjåstad Christiansen Sturla Holm Lægreid NOR Noruega | Fabien Claude Simon Desthieux Quentin Fillon Maillet Émilien Jacquelin FRA França | Said Karimulla Khalili Eduard Latypov Alexander Loginov Maxim Tsvetkov ROC |

Feminino
| Evento                            | Ouro                                                           | Prata                                                                        | Bronze                                                                  |
| --------------------------------- | -------------------------------------------------------------- | ---------------------------------------------------------------------------- | ----------------------------------------------------------------------- |
| Individual 15 km detalhes         | Denise Herrmann GER Alemanha                                   | Anaïs Chevalier-Bouchet FRA França                                           | Marte Olsbu Røiseland NOR Noruega                                       |
| Velocidade 7,5 km detalhes        | Marte Olsbu Røiseland NOR Noruega                              | Elvira Öberg SWE Suécia                                                      | Dorothea Wierer ITA Itália                                              |
| Perseguição 10 km detalhes        | Marte Olsbu Røiseland NOR Noruega                              | Elvira Öberg SWE Suécia                                                      | Tiril Eckhoff NOR Noruega                                               |
| Largada coletiva 12,5 km detalhes | Justine Braisaz-Bouchet FRA França                             | Tiril Eckhoff NOR Noruega                                                    | Marte Olsbu Røiseland NOR Noruega                                       |
| Revezamento 4x6 km detalhes       | Mona Brorsson Elvira Öberg Hanna Öberg Linn Persson SWE Suécia | Irina Kazakevich Svetlana Mironova Uliana Nigmatullina Kristina Reztsova ROC | Denise Herrmann Vanessa Hinz Franziska Preuß Vanessa Voigt GER Alemanha |

Misto
| Evento                             | Ouro                                                                           | Prata                                                                                   | Bronze                                                                     |
| ---------------------------------- | ------------------------------------------------------------------------------ | --------------------------------------------------------------------------------------- | -------------------------------------------------------------------------- |
| Revezamento 4x6 km/7,5 km detalhes | Marte Olsbu Røiseland Tiril Eckhoff Tarjei Bø Johannes Thingnes Bø NOR Noruega | Anaïs Chevalier-Bouchet Julia Simon Quentin Fillon Maillet Émilien Jacquelin FRA França | Uliana Nigmatullina Kristina Reztsova Eduard Latypov Alexander Loginov ROC |

## Quadro de medalhas
| Ordem | País             | Medalha de ouro | Medalha de prata | Medalha de bronze |    | Ordem por total |
| ----- | ---------------- | --------------- | ---------------- | ----------------- | -- | --------------- |
| 1     | NOR Noruega      | 6               | 2                | 6                 | 14 | 1               |
| 2     | FRA França       | 3               | 4                |                   | 7  | 2               |
| 3     | SWE Suécia       | 1               | 3                |                   | 4  | 3               |
| 4     | GER Alemanha     | 1               |                  | 1                 | 2  | 5               |
| 5     | ROC              |                 | 1                | 3                 | 4  | 3               |
| 6     | BLR Bielorrússia |                 | 1                |                   | 1  | 6               |
| 7     | ITA Itália       |                 |                  | 1                 | 1  | 6               |
| TOTAL | TOTAL            | 11              | 11               | 11                | 33 | —               |